# Anti-leugenpillen
Anti-leugenpillen; "al is de leugen nog zo snel, de waarheid achterhaalt haar wel ... " was een verzetsblad uit de Tweede Wereldoorlog, dat vanaf 8 september tot en met 29 november 1943 in Zoetermeer werd uitgegeven. Het blad verscheen 2x per week in een oplage van 100 stuks. Het werd gestencild en de inhoud bestond voornamelijk uit nieuwsberichten.

## Geschiedenis
Door de vervaardigers werden al artikelen overgenomen uit de landelijke bladen en verspreid in Zoetermeer en Den Haag. Dit resulteerde op 8 september 1943 uiteindelijk in de vervaardiging van een eigen blad met als titel Anti-leugenpillen waaraan de ondertitel was toegevoegd 'al is de leugen nog zo snel, de waarheid achterhaald haar wel..'. 

Na wijzigingen in de redactie werd op 29 november 1943 de titel veranderd in De Waarheid, al is de leugen nog zo snel, de waarheid achterhaalt haar wel.... 

Om verwarring met het communistische blad De Waarheid te vermijden is op 21 juni 1944 de titel opnieuw gewijzigd in Het Vrije Geluid; - al is de leugen nog zo snel, de waarheid achterhaalt haar wel...

## Bij deze krant betrokken personen
- P. van Driel
- A. van Nes (scholier)
- C. van Nes (Delftse student)
- W. Olivier
- P. van der Spek (scholier)

## Gerelateerde kranten
- De waarheid, al is de leugen nog zo snel, de waarheid achterhaalt haar wel...[2]
- Het vrije geluid; al is de leugen nog zo snel, de waarheid achterhaalt haar wel...[3]
- De marskramer; voorwaarts vaderland, riemen om de kin, met God door bloed en tranen een schoner toekomst in[4]